# Revivim
Revivim (hebrejsky רְבִיבִים, doslova „Kapky rosy“) je vesnice typu kibuc v Negevské poušti v jižním Izraeli. Nachází se asi hodinu a půl cesty jižně od Beerševy a spadá do správní oblasti oblastní rady Ramat ha-Negev.

## Historie
Společenství kibucu bylo založené v roce 1938 v Rišon le-Cijon patnácti mladými imigranty z Rakouska, Itálie a Německa, kteří byli všichni členové skautského hnutí ha-Noar ha-Oved ve-ha-Lomed. Všichni zároveň získali praxi v kibucu Givat Brenner. Samotný kibuc byl založen 7. července 1943 jako jedna ze tří rozhleden (anglicky Three lookouts, hebrejsky שלושת המצפים‎, Šlošet ha-Micpim) a původně se jmenoval Tel ha-Cofim (doslova „Skautský kopec“). Podle jiného zdroje došlo k založení osady 28. července 1943. Později byl Berlem Kacnelsonem přejmenován na Revivim, což byl název časopisu vydávaný Josefem Chajimem Brennerem (po něm je pojmenovaný kibuc Givat Brenner). Název, který v hebrejštině znamená „Kapky rosy,“ pochází z žalmu 65:12, kde se praví „Ty svou dobrotou celý rok korunuješ, ve tvých stopách kane tučnost.“
V době svého založení byl Revivim nejjižnější židovskou osadou a půdu na jeho založení sionisté zakoupili od náčelníka beduínského kmene Azazma Salama ibn Saída. Gilbert (2002) popisuje prvotní zájmy zakladatelů této židovské osady:
Její zakladatelé doufali, že překonají tvrdé podmínky Negevu a vytvoří fungující vztahy s beduíny v této oblasti. Velký nedostatek vody je přinutil k tomu, aby vybudovali systém zachycování vody při krátkých záplavách z blízkého vádí (vyschlého koryta občasné říčky), aby mohli zavlažovat malé plantáže, z nichž sklízeli datle, granátová jablka a olivy.
Martin Gilbert, Izrael: Dějiny, s. 125-126
V listopadu 1947 byl kibuc obklíčen ozbrojenými beduíny a kromě radiového spojení byl odříznut od okolního světa. Tato situace se zároveň stala precedentem, neboť se v Haganě po obklíčení Revivim začaly ozývat názory, že by mělo dojít k evakuaci izolovaných osad v Negevské poušti. To však rezolutně odmítl David Ben Gurion, který Negev pokládal za „nedílnou součást židovské Palestiny a centrum budoucí kolonizace a růstu.“ Tento kibuc se stal impulsem pro změnu obrany negevských kibuců: „měly by být vyzbrojeny zbraněmi, jež bude možné ušetřit jinde. Pokud budou k dispozici posily, měly by jim být poslány.“ Revivim však doplatil na svou vzdálenost, neboť ležel mimo dosah úderných jednotek Palmach a byl odkázán pouze sám na sebe.
Koncem 40. let měl kibuc 22 obyvatel a rozlohu katastrálního území 5 000 dunamů (5 kilometrů čtverečních).

## Ekonomika
Pro ekonomiku kibucu je důležité zemědělství, zejména pak pěstování olivovníků, které jsou zavlažovány zdejší brakickou vodou. Díky využívání brakické vody patří mezi průkopníky v oboru. Místní olivový olej vyhrál několik ocenění. Je zde rovněž mléčná, slepičí a rybí farma.
Kromě zemědělství se členové kibucu též věnují různým průmyslovým odvětvím, včetně výroby vstřikovacích systémů (Raviv) a výroby potrubních systémů pohonných hmot (Raval).

## Slavní členové
- Golda Meirová – bývalá izraelská ministerská předsedkyně

## Demografie
Obyvatelstvo kibucu je sekulární. Podle údajů z roku 2014 tvořili naprostou většinu obyvatel v Revivim Židé (včetně statistické kategorie "ostatní", která zahrnuje nearabské obyvatele židovského původu ale bez formální příslušnosti k židovskému náboženství). Osídlení v tomto regionu je etnicky převážně židovské. Přímo na jižním okraji vesnice ale začíná rozsáhlý shluk rozptýlených příbytků arabských beduínů v lokalitě zvané Bir Hadadž, kterou obývají cca 4000 polokočovných beduínů. Tato osada nebyla dlouho oficiálně uznána, přestože o to usilovali její obyvatelé i úřady Oblastní rady Ramat ha-Negev. Později se dočkala uznání a byla začleněna do Oblastní rady Abu Basma.
Jde o menší obec vesnického typu s dlouhodobě rostoucí populací. K 31. prosinci 2014 zde žilo 1045 lidí. Během roku 2014 populace stoupla o 3,2 %.
| Rok            | 1948 | 1961 | 1972 | 1983 | 1995 | 2001 | 2003 | 2004 | 2005 | 2006 | 2007 | 2008 | 2009 | 2010 | 2011 | 2012 | 2013 | 2014 |
| -------------- | ---- | ---- | ---- | ---- | ---- | ---- | ---- | ---- | ---- | ---- | ---- | ---- | ---- | ---- | ---- | ---- | ---- | ---- |
| Počet obyvatel | 55   | 258  | 451  | 566  | 645  | 671  | 657  | 660  | 677  | 657  | 630  | 620  | 1038 | 1054 | 1002 | 984  | 1013 | 1045 |